# Kvalspelet till östasiatiska mästerskapet i fotboll 2025
Kvalspelet till östasiatiska mästerskapet i fotboll 2025 var de kvalomgångar som avgör vilket östasiatiskt landslag som lyckas kvala in till östasiatiska mästerskapet 2025 i Sydkorea.
Japan, Kina och Sydkorea var direktkvalificerade för huvudturneringen. Övriga lag fick kvala om den fjärde- och sistaplatsen.

## Gruppspel

### Grupp A
| Nr | Lag       | S | V | O | F | GM | IM | MS | P |
| -- | --------- | - | - | - | - | -- | -- | -- | - |
| 1  | Guam      | 1 | 1 | 0 | 0 | 2  | 2  | 0  | 3 |
| 2  | Macao     | 1 | 0 | 0 | 1 | 1  | 2  | −1 | 0 |
| 3  | Nordkorea | 0 | 0 | 0 | 0 | 0  | 0  | 0  | 0 |

|             | 14 december 2024 | Macao                    | 1 – 2           | Guam                                | Kai Tak Youth Sports Ground                          |                                                      |
| 14:00 UTC+8 | 14:00 UTC+8      | Lei Cheng Lam 41′ (str.) | (0 – 1) Rapport | 31′ Leon Morimoto 73′ Alec Taitague | Hongkong Publik: 534 Domare: Tam Ping Wun (Hongkong) | Hongkong Publik: 534 Domare: Tam Ping Wun (Hongkong) |
| 14:00 UTC+8 | 14:00 UTC+8      |                          |                 |                                     | Hongkong Publik: 534 Domare: Tam Ping Wun (Hongkong) | Hongkong Publik: 534 Domare: Tam Ping Wun (Hongkong) |
| 14:00 UTC+8 | 14:00 UTC+8      |                          |                 |                                     | Hongkong Publik: 534 Domare: Tam Ping Wun (Hongkong) | Hongkong Publik: 534 Domare: Tam Ping Wun (Hongkong) |

### Grupp B
| Nr | Lag              | S | V | O | F | GM | IM | MS | P |
| -- | ---------------- | - | - | - | - | -- | -- | -- | - |
| 1  | Hongkong         | 2 | 2 | 0 | 0 | 5  | 1  | +4 | 6 |
| 2  | Kinesiska Taipei | 2 | 1 | 0 | 1 | 5  | 2  | +3 | 3 |
| 3  | Mongoliet        | 2 | 0 | 0 | 2 | 0  | 7  | −7 | 0 |

|             | 8 december 2024 | Mongoliet | 0 – 3           | Hongkong                                                | Mong Kok Stadium                                         |                                                          |
| 18:00 UTC+8 | 18:00 UTC+8     |           | (0 – 2) Rapport | 24′ Everton Camargo 35′ Wong Wai 60′ Nicholas Benavides | Hongkong Publik: 3 329 Domare: Wiwat Jumpaoon (Thailand) | Hongkong Publik: 3 329 Domare: Wiwat Jumpaoon (Thailand) |
| 18:00 UTC+8 | 18:00 UTC+8     |           |                 |                                                         | Hongkong Publik: 3 329 Domare: Wiwat Jumpaoon (Thailand) | Hongkong Publik: 3 329 Domare: Wiwat Jumpaoon (Thailand) |
| 18:00 UTC+8 | 18:00 UTC+8     |           |                 |                                                         | Hongkong Publik: 3 329 Domare: Wiwat Jumpaoon (Thailand) | Hongkong Publik: 3 329 Domare: Wiwat Jumpaoon (Thailand) |

|             | 11 december 2024 | Kinesiska Taipei                                      | 4 – 0   | Mongoliet | Mong Kok Stadium                               |                                                |
| 20:00 UTC+8 | 20:00 UTC+8      | Ange Kouamé 42′, 83′ Jhon Benchy 59′ Yu Yao-hsing 76′ | Rapport |           | Hongkong Publik: 892 Domare: Du Jianxin (Kina) | Hongkong Publik: 892 Domare: Du Jianxin (Kina) |
| 20:00 UTC+8 | 20:00 UTC+8      |                                                       |         |           | Hongkong Publik: 892 Domare: Du Jianxin (Kina) | Hongkong Publik: 892 Domare: Du Jianxin (Kina) |
| 20:00 UTC+8 | 20:00 UTC+8      |                                                       |         |           | Hongkong Publik: 892 Domare: Du Jianxin (Kina) | Hongkong Publik: 892 Domare: Du Jianxin (Kina) |

|             | 14 december 2024 | Hongkong                       | 2 – 1           | Kinesiska Taipei | Mong Kok Stadium                                          |                                                           |
| 20:00 UTC+8 | 20:00 UTC+8      | Matt Orr 19′ Tsui Wang Kit 87′ | (1 – 1) Rapport | 29′ Yu Yao-hsing | Hongkong Publik: 5 637 Domare: Chae Sang-hyeop (Sydkorea) | Hongkong Publik: 5 637 Domare: Chae Sang-hyeop (Sydkorea) |
| 20:00 UTC+8 | 20:00 UTC+8      |                                |                 |                  | Hongkong Publik: 5 637 Domare: Chae Sang-hyeop (Sydkorea) | Hongkong Publik: 5 637 Domare: Chae Sang-hyeop (Sydkorea) |
| 20:00 UTC+8 | 20:00 UTC+8      |                                |                 |                  | Hongkong Publik: 5 637 Domare: Chae Sang-hyeop (Sydkorea) | Hongkong Publik: 5 637 Domare: Chae Sang-hyeop (Sydkorea) |

## Final
|             | 17 december 2024 | Guam | 0 – 5           | Hongkong                                                                  | Honghong-stadion                                         |                                                          |
| 20:00 UTC+8 | 20:00 UTC+8      |      | (0 – 2) Rapport | 2′, 53′ Chan Siu Kwan 12′ Nicholas Benavides 50′ Everton Camargo 78′ Dudu | Hongkong Publik: 8 236 Domare: Wiwat Jumpaoon (Thailand) | Hongkong Publik: 8 236 Domare: Wiwat Jumpaoon (Thailand) |
| 20:00 UTC+8 | 20:00 UTC+8      |      |                 |                                                                           | Hongkong Publik: 8 236 Domare: Wiwat Jumpaoon (Thailand) | Hongkong Publik: 8 236 Domare: Wiwat Jumpaoon (Thailand) |
| 20:00 UTC+8 | 20:00 UTC+8      |      |                 |                                                                           | Hongkong Publik: 8 236 Domare: Wiwat Jumpaoon (Thailand) | Hongkong Publik: 8 236 Domare: Wiwat Jumpaoon (Thailand) |

Hongkong kvalificerade sig för östasiatiska mästerskapet 2025.

## Anmärkningslista
1. ↑  Nordkorea drog sig ur efter lottningen.